# Główny Komitet Turystyki
Główny Komitet Turystyki – centralny organ administracji państwowej istniejący w latach 1978–1985, którego celem było organizowanie ruchu turystycznego i wspieranie rozwoju obiektów służących wypoczynkowi.

## Powstanie Komitetu
Na podstawie ustawy z 1978 r. o utworzeniu Głównego Komitetu Turystyki ustanowiono Komitet.

## Zakres działania Komitetu
Do zakresu działania Komitetu Turystyki należały sprawy zagospodarowania turystycznego kraju, hotelarstwa i obozowisk turystycznych, rozwoju turystyki, organizacji i obsługi ruchu turystycznego oraz programowania, koordynacji i kontroli działalności w tych dziedzinach.

## Skład Komitetu
W skład Komitetu wchodzili:
- przewodniczący,
- zastępcy przewodniczącego,
- członkowie.

Przewodniczącego Komitetu, jego zastępców i członków powoływał i odwoływał Prezes Rady Ministrów.
Komitet zarządzał Centralnym Funduszem Turystyki i Wypoczynku.

## Szczegółowy zakres działania
W szczególności Komitet ponosił odpowiedzialność za:
- wytyczanie kierunków i programów rozwoju turystyki oraz określanie w tej dziedzinie zadań w ramach narodowych planów społeczno-gospodarczych,
- organizowanie usług turystycznych,
- opracowywanie zasad i metod zarządzania w gospodarce turystycznej oraz ekonomicznych instrumentów oddziaływania na jednostki organizacyjne prowadzące działalność w dziedzinie turystyki oraz na grupujące je organizacje,
- programowanie, inicjowanie i popieranie upowszechniania turystyki we wszystkich jej formach,
- programowanie kształcenia, doboru i doskonalenia kadr turystyki,
- inicjowanie i programowanie działalności naukowo-badawczej w dziedzinie turystyki,
- programowanie rozbudowy, rozmieszczenia i wykorzystywania obiektów oraz urządzeń turystycznych,
- organizowanie informacji i propagandy w dziedzinie turystyki,
- sprawowanie nadzoru nad jednostkami organizacyjnymi podporządkowanymi Komitetowi,
- zarządzanie Centralnym Funduszem Turystyki i Wypoczynku.

Komitet w celu wykonywania swoich zadań:
- opracowywał projekty wieloletnich i rocznych planów w dziedzinie turystyki,
- ustalał zasady organizacji i świadczenia usług turystycznych oraz obsługi ruchu turystycznego,
- organizował i prowadził badania oraz oceniał potrzeby rynku w zakresie usług oraz produkcji towarów turystycznych,
- określał zadania w dziedzinie upowszechniania turystyki oraz wytyczał kierunki działania w tym zakresie,
- ustalał wytyczne w sprawie form organizacyjnych społecznego ruchu turystycznego,
- udzielał pomocy w rozwijaniu wszystkich form, a zwłaszcza społecznych form działalności w dziedzinie turystyki,
- ustalał wytyczne oraz zapewniał warunki pracy ideowo-wychowawczej w ruchu turystycznym,
- określał w ramach ustalonych przez Radę Ministrów zasady zatrudnienia pracowników w dziedzinie turystyki,
- planował i rozdzielał środki finansowe z budżetu Państwa oraz środki pozabudżetowe przeznaczone na rozwój turystyki,
- ustalał zasady i programy szkolenia działaczy społecznych oraz pracowników turystyki,
- ustalał plany prac naukowo-badawczych w dziedzinie turystyki,
- ustalał wytyczne w sprawie zagospodarowania turystycznego kraju,
- określał kierunki inwestowania oraz rozwoju sieci obiektów i urządzeń turystycznych,
- ustalał warunki techniczne, jakim powinny odpowiadać obiekty budowlane turystyczne, oraz warunki techniczne utrzymania i użytkowania tych obiektów,
- określał rodzaje, kategorie, zasady eksploatacji i wykorzystania zakładów hotelarskich, obozowisk turystycznych i innych obiektów turystycznych,
- inicjował, organizował oraz koordynował międzynarodową współpracę w zakresie turystyki zagranicznej.

## Zniesienie Komitetu
Na podstawie ustawy z 1985 r. o zmianach w organizacji oraz zakresie działania niektórych naczelnych i centralnych organów administracji państwowej zniesiono Główny Komitetu Turystyki.

## Prezesi Głównego Komitetu Turystyki
- Teresa Andrzejewska (20 lipca 1978 – 2 kwietnia 1981)
- Jan Cisowski (2 kwietnia 1981 – 12 listopada 1985)